# Menestratos
Menestratos war ein attischer Bürger zur Zeit des Peloponnesischen Krieges (431–404 v. Chr.) und ein Denunziant zur Zeit der Dreißig Tyrannen. Er stammte aus dem Demos Amphitrope, der zur Phyle Antiochis gehörte und nordöstlich von Thrikos lag. Menestratos war – wie der Rhetor Lysias in seiner Rede Gegen Agoratos berichtet – ein Gemeindegenosse des Hagnodoros, der wiederum ein Schwager des Kritias war, der 404–403 v. Chr. zur oligarchischen Regierung der sogenannten „Dreißig Tyrannen“ gehörte.
Als Menestratos im Zusammenhang mit dem Vorgehen der oligarchischen Regierung gegen die demokratische Opposition 404 v. Chr. verhaftet wurde und sich in Todesgefahr befand, bat Hagnodoros offensichtlich seinen Schwager Kritias darum, ihn zu verschonen. Kritias sorgte deshalb dafür, dass bei einer Volksversammlung im Theater von Munychia, einem Vorort des damaligen Athen, ein entsprechender Volksbeschluss gefasst und Menestratos – wahrscheinlich unter der Bedingung, dass er alles preisgeben würde, was er wisse – freigelassen wurde. Nach seiner Freilassung erwies sich der verängstigte Menestratos als kooperativ und gab zahlreiche Namen zu Protokoll, woraufhin die von ihm denunzierten Bürger hingerichtet wurden.
Nach dem Sturz der oligarchischen Regierung (403 v. Chr.) wurde Menestratos wegen seiner Denunziationen angeklagt, verurteilt und vom Scharfrichter mit einem Knüttel zu Tode geprügelt.
Der Redner Lysias gehörte selbst zu den Opfern der Gewaltherrschaft, vor der er ins Exil flüchten musste. Sein Bruder Polemarchos wurde von den Dreißig Tyrannen seiner Habe beraubt und allein wegen seines Vermögens hingerichtet. Lysias war seither ein überzeugter und entschiedener Demokrat und er erwähnt das Schicksal des Menestratos in der genannten Gerichtsrede als ein abschreckendes Beispiel von Charakterlosigkeit, dem er das Beispiel zweier aufrechter Bürger gegenüberstellt, die sich der Kollaboration mit den Tyrannen verweigerten und dafür als Märtyrer der athenischen Demokratie mit ihrem Leben bezahlen mussten: Hippias von Thasos und Xenophon von Ikaria.
Unter der Schreckensherrschaft der Dreißig Tyrannen verloren von August 404 bis März 403 v. Chr. etwa 1500 Menschen – oft aufgrund ungerechtfertigter Denunziationen – ihr Leben. Zu den Opfern der Tyrannei gehörten außer vielen Unbekannten und den erwähnten Personen (Polemarchos, Hippias von Thasos und Xenophon von Ikaria) auch die prominenten demokratischen Politiker Kleophon, Strombichides, der Athlet Autolykos sowie der Taxiarch Dionysodoros. Selbst der gemäßigt oligarchische Politiker Theramenes, der von Kritias des Verrats verdächtigt wurde, wurde nach einem kurzen Schauprozess hingerichtet.